# 琉球大学
琉球大学（りゅうきゅうだいがく、英語: University of the Ryukyus）は、沖縄県中頭郡西原町に本部を置く国立大学。1950年に創立された。大学の略称は琉大（りゅうだい）。沖縄県に所在する唯一の国立大学で、日本最南端かつ最西端の総合大学である（国立新制総合5大学）。また、国立大学法人が1県1学の県において本部が郡部に置かれている唯一の大学でもある。

## 建学の理念

琉球大学のコミュニケーションマーク

「自由と平等・寛容と平和」
琉球大学は、沖縄県が沖縄戦を経てアメリカ合衆国の施政権下にあった1950年に創設され、翌1951年、第16代アメリカ合衆国大統領エイブラハム・リンカーンの誕生日にあたる2月12日に開学記念式典を挙行した。リンカーンにあやかり、琉球大学は、第二次世界大戦後の平和な社会建設の礎として「自由と平等・寛容と平和」の理想を掲げて、建学の理念とした。後述の「#沿革」も参照。

## 沿革

### 開学の経緯
戦前の沖縄県における旧制高等教育機関（旧制大学や旧制高等学校・旧制専門学校など）は、太平洋戦争下の1943年（昭和18年）と1944年（昭和19年）に、師範教育令の改正でそれぞれ高等教育機関へ移行した、教員養成機関の沖縄師範学校と沖縄青年師範学校の2校のみであったが、1945年（昭和20年）には両校とも沖縄戦に巻き込まれて破壊、廃止された。
アメリカ合衆国による沖縄統治が開始した直後の1946年、米国軍政府（後の米国民政府）は具志川村（現うるま市）に小学校等の教員養成を目的とした沖縄文教学校を開学した。また、外国語教育を施す沖縄外国語学校も開校した。1947年には本土と同じく6・3制義務教育を基本とする学制改革が実施され、また同年に大学設置要求が起きると、米国軍政府教育部は沖縄民政府に対して、1948年にジュニアカレッジの設立を指令した。そして1950年（昭和25年）5月22日、沖縄最初の大学として琉球大学が開学した。
以上のように、本土の新制国立大学の多くが旧制高等教育機関を前身とするのと異なり、琉球大学は沖縄を占領統治したアメリカ合衆国の意向と沖縄側からの設置運動により設立された、特殊な経緯を有する大学である。

### 年表

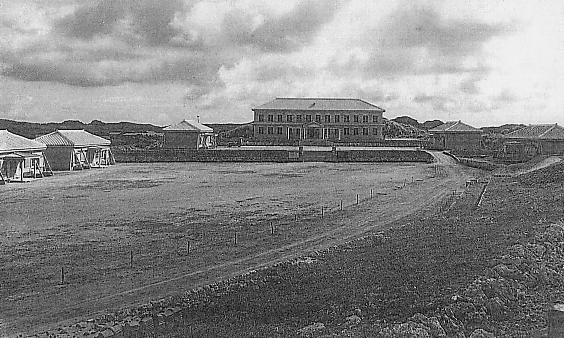
1950年代の琉球大学

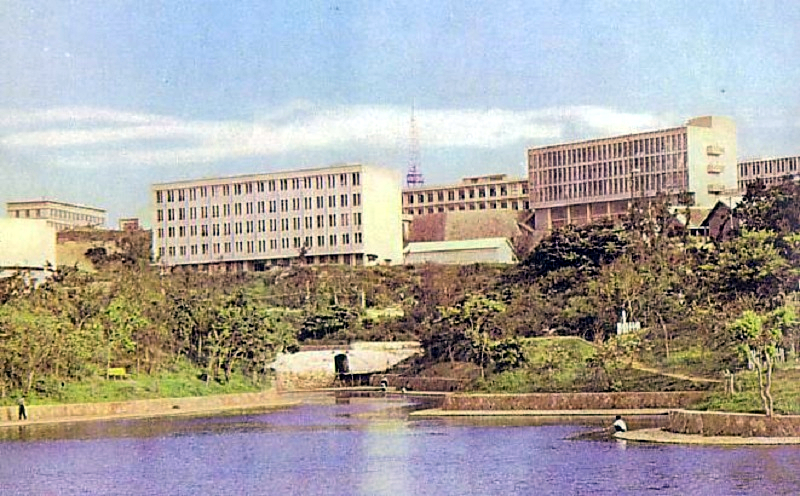
1960年代の琉球大学

- 1946年（昭和21年）沖縄民政府文教部長の山城篤男が沖縄民政府部長会議に大学設立を提案し、教育部長のスチュアート中佐に大学設置を要請[4]。
- 1947年（昭和22年）
  - 8月11日 - 湧川清栄を中心とするハワイの沖縄救済更生会が『布哇タイムス』に沖縄大学（仮称）の創立を提唱する記事を掲載[4]。
  - 10月10日 - 沖縄救済更生会の記事が『うるま新報』朝刊第一面で報道[4]。
- 1948年（昭和23年）12月30日 - 前教育部長スチュアート中佐の計画に基づき、連合軍最高司令部琉球局長のジョン・H・ウェッカリング准将は、米国琉球軍政本部教育部長アーサー・E・ミード、山城篤男と共に首里城跡を視察し、大学を首里城跡に設置することが決定[3][4]。
- 1949年（昭和24年）
  - 5月15日 - 沖縄救済更生会代表の玉代勢法雲は沖縄知事の志喜屋孝信や山城篤男とともに軍政府と大学創立支援について協議、その後更生会はブラジル、アルゼンチン、ペルーに在住する沖縄系移民にも協力を要請[4]。
  - 6月8日 - 本館及び普通教室（木造）8棟と図書館の建設が着工（1950年4月25日に完成）[3]。
  - 10月19日 - 琉球列島米国軍政府本部指令第22号により、琉球大学は軍政府情報教育部の所管とされた[5]。
- 1950年（昭和25年）
  - 5月22日 - 琉球大学が開学（英語学部・教育学部・社会科学部・農学部・理学部・応用学芸部の6学部で構成、学生562人、職員44人）[3][6]。沖縄文教学校、沖縄外国語学校は琉球大学に吸収される。
  - 10月30日 - 軍政府指令第13号に基づき琉球情報教育委員会を設置[3][6]。
  - 12月15日 - 琉球列島米国軍政府が琉球列島米国民政府に改組[7]。琉球大学は引き続き米国民政府の所管とされる。
- 1951年（昭和26年）
  - 1月10日 - 琉球大学に関する基本法（琉球列島米国民政府令第30号）が制定され、同基本法により琉球情報教育委員会は琉球大学理事会となる[3][6]。
  - 2月12日 - 開学式典を挙行[4]。
  - 5月 - アメリカ教育評議会会長のアーサー・S・アダムズ（英語: Arthur S. Adams）が、ミシガン州立大学などアメリカの20の大学に、創立されたばかりの琉球大学の成長を援助する大学の募集する旨の書簡を送る[4]。
  - 6月 - アメリカ教育評議会は応募した7大学からミシガン州立大学を選出[4]。
  - 9月1日 - 林学部を設置[3]。
  - 9月25日 - ミシガン州立大学から派遣された5人の教職員に対し琉球大学で新任式を挙行、これ以降1968年（昭和43年）までの約18年間にわたり延べ51人が派遣される「ミシガン・ミッション」が実施される[4]。
- 1952年（昭和27年）
  - 2月28日 - 琉球教育法（布令第66号）が制定され、布令第30号廃止[3][6]。
  - 4月1日 - 新学則により英語学部を語学部に改称、応用学芸学部を商学部・家政学部に分離[3]。
  - 5月5日 - 奄美大島に琉球大学大島分校（教育学部短期課程）を設置[3]。
- 1953年（昭和28年）12月25日 - 奄美大島の本土復帰により、大島分校を廃止[3][6]。
- 1954年（昭和29年）4月1日 - 新学則により文理学部・教育学部・農家政学部に統合・編成[3]。
- 1958年（昭和33年）10月 -  農家政学部を「農家政工学部」に改称[3]。
- 1966年（昭和41年）
  - 7月1日 - 琉球大学設置法（1965年立法第102号）及び琉球大学管理法（1965年立法第103号）により、米国民政府から琉球政府に移管され[3]、琉球大学委員会の管理下に置かれる。短期大学部を併設（学生受け入れは1967年4月1日から）[3]。
- 1967年（昭和42年）4月1日 - 法文学部・教育学部・理工学部・農学部に改編[3]。
- 1968年（昭和43年）5月17日 - 保健学部を設置[3]。
- 1970年（昭和45年）6月20日 - 新那覇病院が琉球大学附属病院となる[3]。
- 1972年（昭和47年）5月15日 - 沖縄の本土復帰により、国（文部省）に移管されて国立大学となり、琉球大学附属病院は琉球大学保健学部附属病院となる[3]。
- 1977年（昭和52年）- 千原及び上原キャンパスへの移転事業が開始。（〜1984年（昭和59年））
- 1979年（昭和54年）
  - 4月1日 - 理工学部を理学部と工学部に分離[3]。
  - 10月1日 - 医学部を設置（学生受け入れは1981年4月1日から）[3]。
- 1981年（昭和56年）4月1日 - 保健学部を医学部保健学科に改組し、琉球大学保健学部附属病院は琉球大学医学部附属病院となる[3]。
- 1996年（平成8年）9月30日 - 短期大学部を廃止[3]。
- 1997年（平成9年）3月31日 - 教養部を廃止[3]。
- 2004年（平成16年）4月1日 - 国立大学法人化[3]。
- 2008年（平成20年）4月1日 - 法文学部から産業経営学科と観光科学科が分離し、観光産業科学部として独立。
- 2018年（平成30年）4月 - 観光産業科学部、法文学部を国際地域創造学部、人文社会学部に改組。
- 2019年（平成31年）4月 - 教育学研究科修士課程の学生募集を停止し、専門職学位課程の一課程となる。
- 2020年（令和2年）4月1日 - 医学部附属病院を大学附属病院に位置づけを変更し、琉球大学病院へ名称変更[8]。
- 2022年（令和4年）4月1日 - 大学院地域共創研究科を設置[8]。
- 2025年（令和7年）
  - 1月 - 病院がキャンプ瑞慶覧（西普天間住宅地区）跡地の西普天間キャンパスに移転し、開院[9]。
  - 4月1日 - 医学部が西普天間キャンパスに移転[9]。

## キャンパス
1950年（昭和25）の琉球大学開学時には、那覇市首里の首里城跡及びその周辺域に設置された（首里キャンパス）。
首里キャンパスについては、1970年（昭和45）に琉球政府文化財保護委員会が首里城の復元構想を提案し、1973年（昭和48）に発足した「首里城復元期成会」で首里城の復元が議論されていたことに加え、狭隘で将来の発展が困難で、1972年（昭和47）の国立移管後の大学として相応しい広さのキャンパスへの移転が求められていたことから、1977年（昭和52）から1984年（昭和59）にかけて西原町などにある千原キャンパスと上原（うえはら）キャンパスに移転した。移転後に首里キャンパスは解体され、グラウンドは沖縄県立芸術大学に譲渡された。
上原キャンパスについては、病院及び医学部の施設・設備の老朽化、米軍基地跡地の利用、沖縄本島中部に高度医療拠点の設置の観点から、2025年（令和7）に宜野湾市の西普天間キャンパスに移転した。
2025年（令和7）時点では「千原（せんばる）キャンパス」と「西普天間（にしふてんま）キャンパス」の2キャンパスとなっており、敷地は西原町・中城村・宜野湾市の3市町村にまたがっている。2つのキャンパスの総面積は約126万平方メートルで、東京ドーム約27個分の敷地面積である。うち、西原キャンパスは112万平方メートルである。

### 千原キャンパス

#### 所在地
沖縄県中頭郡西原町字千原1番地（地図を表示）

#### 使用学部・施設
- 大学事務局（本部）
- 南側 - 国際地域創造学部、人文社会学部、教育学部、理学部
- 北側 - 工学部、農学部
- 共通教育棟
- 附属図書館本館
- 附属博物館「風樹館」
- 学寮「千原寮」（住所は西原町字千原59番地）

#### 概要
千原キャンパスの中央に千原池があり、この池を境に南北に学部が配置されている。千原池の東・南側（中城村側）に国際地域創造学部・人文社会学部・教育学部・理学部・大学事務局・中央生協などが、北側（宜野湾市側）に農学部・工学部・北食堂・千原寮などがある。
千原キャンパス構内には環状の片側1車線道路（通称「ループ道路」）が整備され、3つある構外との出入り口（東口、北口、南口）および附属小中学校前、保健管理センター前の合計5箇所に信号機が設置されている。キャンパスは那覇中心街から離れた場所にあり、かつ公共交通機関がバスのみであるため（2009年（平成21年）1月時点、路線バスは北口に7系統、東口に3系統）、多くの教職員・学生が自動車や原付バイクなどで通勤・通学している。自動車の駐車スペースを確保するため入構許可制を採っており、入構証を自動車の見える場所に提示することによって、入構の許可・不許可を判断することになっている。なお、原則として片道2キロメートル以内の通勤・通学者には入構証は発行されない。入構証がない場合、校門守衛において入構を拒否される。
構外との出入り口は、千原キャンパスの敷地がまたがる3つの市町村に各々設置されており、宜野湾市の北口（宜野湾口）、西原町の南口（西原口）、中城村の東口（中城口）があるが、すべてが正門とされている。しかし夜間や休日には南口と東口は閉門されるものの、北口は路線バスの乗り入れもあり開門されている。なお、大学本部は西原町の地番に所在しているため、大学の住所は西原町となっている。また、東口側に教育学部附属の琉球大学教育学部附属小学校と琉球大学教育学部附属中学校がある。

### 西普天間キャンパス
沖縄県宜野湾市喜友名1076番地（地図を表示）

#### 使用学部・施設
- 医学部
  - 琉球大学病院
  - 附属図書館医学部分館

#### 概要
2015年に返還されたキャンプ・フォスター西普天間住宅地区の跡地に位置する。また、琉球大学側は周辺の住居表示後にキャンパス名を再検討するとしている。

### 旧上原キャンパス

#### 所在地
沖縄県中頭郡西原町字上原207番地（地図を表示）

#### 旧使用学部・施設
- 医学部
  - 琉球大学病院
  - 附属図書館医学部分館

#### 概要
キャンパスの名称は異なっているが、千原キャンパスからは住宅地を挟んでいるものの、わずか230メートルしか離れていなかった。ただしバス停は別々であった。

## 組織構成

### 学部
- 国際地域創造学部
  - 国際地域創造学科
    - 国際言語文化プログラム（夜間主あり）
    - 地域文化科学プログラム
    - 観光地域デザインプログラム
    - 経済学プログラム（夜間主あり）
    - 経営プログラム（夜間主あり）

- 人文社会学部
  - 国際法政学科
    - 法学プログラム
    - 政治・国際関係学プログラム

  - 人間社会学科
    - 哲学・教育学プログラム
    - 心理学プログラム
    - 社会学プログラム

  - 琉球アジア文化学科
    - 歴史・民俗学プログラム
    - 言語学プログラム
    - 文学プログラム

- 法文学部（2018年度に募集停止）
  - 総合社会システム学科
    - 法学専攻課程
    - 政治・国際関係専攻課程
    - 経済学専攻課程（夜間主あり）

  - 人間科学科
    - 人間行動専攻課程
    - 社会学専攻課程
    - 地理歴史人類学専攻課程

  - 国際言語文化学科
    - 琉球アジア文化専攻課程
    - ヨーロッパ文化専攻課程
    - 英語文化専攻課程（夜間主あり）

- 観光産業科学部（2018年度に募集停止） 
  - 観光科学科
  - 産業経営学科（夜間主あり）

- 教育学部
  - 学校教育教員養成課程
    - 小学校教育コース
      - 学校教育専攻[注 1]
      - 教科教育専攻[注 2]

    - 中学校教育コース
      - 教科教育専攻[注 2]

    - 特別支援教育コース
      - 特別支援教育専攻[注 3]

- 理学部
  - 数理科学科
  - 物質地球科学科
    - 物理系
    - 地学系

  - 海洋自然科学科
    - 化学系
    - 生物系

- 医学部
  - 医学科
  - 保健学科

- 工学部
  - 工学科
    - 機械工学コース
    - エネルギー環境工学コース
    - 電気システム工学コース
    - 電子情報通信コース
    - 社会基盤デザインコース
    - 建築学コース
    - 知能情報コース

- 農学部
  - 亜熱帯地域農学科
    - 農林経済学コース
    - 植物開発学コース
    - 循環畜産学コース
    - 農林共生学コース

  - 亜熱帯農林環境科学科
    - 植物機能学コース
    - 動物機能学コース
    - 森林環境学コース
    - 生態環境科学コース

  - 地域農業工学科
    - バイオ工学コース
    - 地域環境工学コース

  - 亜熱帯生物資源科学科
    - 生物機能開発学コース
    - 食品機能科学コース
    - 発酵・生命科学コース
    - 健康栄養科学コース

### 研究科
- 人文社会科学研究科
  - 博士前期課程（募集停止）
    - 総合社会システム専攻
    - 人間科学専攻
    - 国際言語文化専攻

  - 博士後期課程
    - 比較地域文化専攻
- 地域共創研究科
  - 修士課程
    - 公共社会プログラム
    - 経済経営プログラム
    - 言語表象プログラム
    - 文化・環境プログラム
    - 臨床心理プログラム
- 法務研究科
  - 専門職学位課程
    - 法務専攻
- 医学研究科
  - 修士課程
    - 医科学専攻

  - 博士後期課程
    - 医学専攻
    - 医科学専攻
    - 感染制御医科学専攻

- 保健学研究科
  - 博士前期課程
    - 保健学専攻

  - 博士後期課程
    - 保健学専攻
- 理工学研究科
  - 博士前期課程
    - 機械システム工学専攻
    - 環境建設工学専攻
    - 電気電子工学専攻
    - 情報工学専攻
    - 数理科学専攻
    - 物質地球科学専攻
    - 海洋自然科学専攻

  - 博士後期課程
    - 生産エネルギー工学専攻
    - 総合知能工学専攻
    - 海洋環境学専攻
- 農学研究科
  - 修士課程
    - 亜熱帯農学専攻
    - 生物生産学専攻
    - 生産環境学専攻
    - 生物資源科学専攻

- 鹿児島大学大学院連合農学研究科
  - 博士後期課程
    - 生物生産科学専攻
    - 生物資源利用科学専攻
    - 生物環境保全科学専攻
    - 水産資源科学専攻
- 教育学研究科
  - 専門職学位課程
    - 高度教職実践専攻（教職大学院）

### 専攻科
- 特別支援教育特別専攻科
  - 知的障害教育専攻

### 附属施設

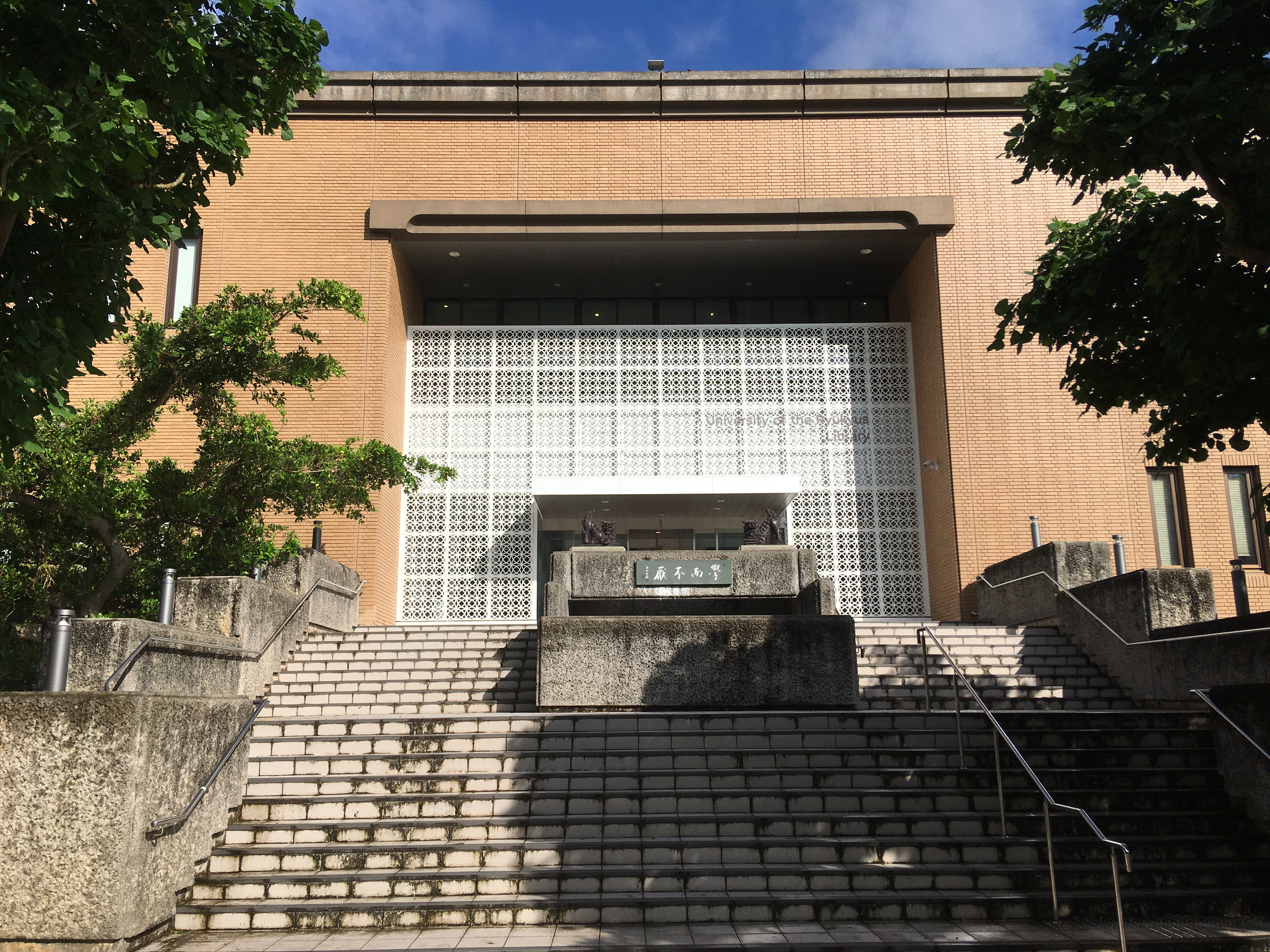
附属図書館

- 病院
- 附属図書館
  - 医学部分館
- 保健管理センター
- 全国共同利用施設
  - 熱帯生物圏研究センター
    - 西原本部
    - 瀬底研究施設
    - 西表研究施設
    - 分子生命科学研究施設

- 学内共同教育研究施設
  - 産学官連携推進機構
  - 機器分析支援センター
  - 生涯学習教育研究センター
  - 総合情報処理センター
  - 留学生センター

- 学内共同利用施設等
  - 外国語センター
  - 博物館（風樹館）
  - 極低温センター
  - 大学教育センター
  - 大学評価センター
  - 就職センター
  - 島嶼防災研究センター
  - 国際沖縄研究所
  - 研究推進戦略室
  - 亜熱帯島嶼科学超域研究推進機構
  - アドミッション・オフィス

### 学部附属の教育研究施設
- 教育学部附属
  - 小学校
  - 中学校
  - 教育実践総合センター
  - 発達支援教育実践センター

- 医学部附属
  - 実験実習機器センター
  - 動物実験施設

- 工学部附属
  - 工作工場

- 農学部附属
  - 亜熱帯フィールド科学教育研究センター

## 教育・研究

### 21世紀COEプログラム
21世紀COEプログラムには1件が採択されている。
- 革新的な学術分野（2004年度採択）
  - サンゴ礁島嶼系の生物多様性の総合解析（理工学研究科）

### 豊富な共通科目
- 共通教育科目の受講科目数は全国トップクラスの豊富さで、「熱帯－西表の自然」「ゼロエミッション－地球環境時代の産業と社会」など、宿泊して集中的に行われる科目も設置。加えて「琉球の自然」「沖縄研究入門」など、沖縄の特異な歴史的・文化的風土と自然環境に焦点を当てた科目も開講している。
- 放送大学学園と単位互換協定を結んでおり、放送大学で取得した単位を卒業に要する単位として認定することができるなど多様な学習の機会が提供されている[15]。

## 学寮

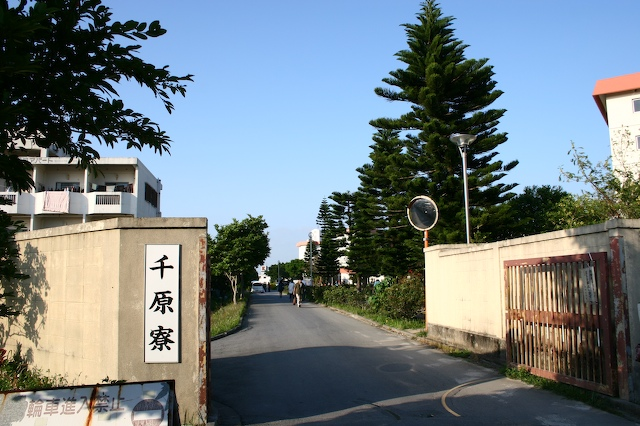
千原寮入口。この他に、琉大北口警備室横に別途、車両通行口がある。表札の左側には、バスの琉大北口駐車場がある。

大学が運営する学寮として千原寮（せんばるりょう）が設置されている。千原キャンパスの北口（宜野湾口）のそばに位置し、男子寮5棟（南星棟・北辰棟・海邦棟・男子混住棟・男子新混住棟）と女子寮3棟（紫陽花棟・女子混住棟・女子新混住棟）および共用棟と呼ばれる学寮事務室と自販機を備えた談話室（ホール）からなる。
全棟鉄筋コンクリート造で、全部屋個室。居住者専用駐車場が設けられている。

## 対外関係

### 産学官連携
窓口として地域連携企画室や研究推進機構を設けている。具体的な産学官連携の事例としては、オリオンビールと国連持続可能な開発目標（SDGs）実現への連携協定を締結するなどしている。

### 国際協力
留学や研究で交流協定を結んでいる海外の大学・機関が、大学間協定では84、部局間協定では42ある（2020年10月5日時点）。

### 九州・沖縄オープンユニバーシティ（KOOU）
琉球大学を含む九州・沖縄地区の11国立大学法人（九州大学、九州工業大学、福岡教育大学、佐賀大学、長崎大学、熊本大学、大分大学、宮崎大学、鹿児島大学、鹿屋体育大学、琉球大学）が2023年3月21日に覚書を締結した大学間連携。

## アクセス

### バス

#### 一般道経由
- 94番 首里駅 - 琉大附属病院前 - 琉球大学構内 - 琉大駐車場（平日のみ1日4本運行）
- 97番 那覇バスターミナル - 儀保（沖縄都市モノレール線（ゆいレール）儀保駅） - 琉球大学病院前 - 琉大附属学校前 - 琉大東口 - 琉大北口（平日昼間25分間隔、土休日は30 - 40分間隔、那覇BT - 琉大北口の所要時間約60分）
- 98番 豊崎美らSUNビーチ - 道の駅豊崎 - 旭橋 - 古島駅前 - 沖縄国際大学前 - 琉大北口 - 琉大駐車場（平日昼間25分間隔、土休日は30 - 40分間隔、旭橋 - 琉大北口の所要時間約45分）
- 125番 那覇空港国内線ターミナル - 旭橋 - 普天間 - イオンモール沖縄ライカムのうち、平日1本普天間方面行きのみ琉大東口を経由。
- 294番 ゆいレールてだこ浦西駅 - 琉大附属病院前 - 琉球大学構内 - 琉大駐車場（平日のみ1日12本運行）
- 297番 ゆいレールてだこ浦西駅 - 浦西団地入口 - 沖縄国際大学前 - 琉大北口 - 琉大駐車場（実証運行、平日のみ1日12本運行）
- 護佐丸バス（中城村コミュニティバス）
  - 久場琉大線（朝2便、土日祝日や学校の夏休み・冬休み・春休み期間、年末年始は運休）
  - 久場回り線（平日5便、土日祝日や年末年始は運休）
  - 伊集回り線（平日5便、土日祝日や年末年始は運休）

#### 高速バス
キャンパス付近を通る沖縄自動車道上に「琉大入口」バス停が設けられており、同道路経由の高速バスが停車する。
- 111・117番 那覇空港国内線ターミナル - 旭橋 - 琉大入口 - 名護 - [117番のみ]本部（30 - 45分間隔、那覇空港 - 琉大入口の所要時間38分、旭橋 - 琉大入口26分）
- 113番 那覇空港国内線ターミナル - 旭橋 - 琉大入口 - コザ - 具志川（平日1日5往復、土曜日1日6往復、休日運休）
- 123番 那覇空港国内線ターミナル - 旭橋 - 琉大入口 - コザ - 東山駐車場（平日1日1往復、土休日運休）
- 127番 那覇バスターミナル - 琉大入口 - コザ - 屋慶名（平日1日1.5往復、土休日運休）
- 152番 那覇空港 - 那覇バスターミナル（旭橋） - 国場 - 那覇インター前 - 琉大入口 - 中城 - イオンモール沖縄ライカム（1日4往復）
- 888番 那覇空港 - 県庁北口 - 古島駅前 - 琉大入口 - 名護 - 本部 - 今帰仁（1日13往復）

### 自動車などのアクセス
- 国道330号を利用する場合、南方面からは我如古交差点先、北方面からは長田交差点先、中部商業高校で右左折し、道なりに進むと琉大北口に到着する。
- 国道329号を利用する場合、内間交差点から県道34号に入り、上原交差点を右折すると、琉大附属学校・琉大東口に到着する。また、同交差点を直進すると琉大南口、および附属病院方面に至る交差点がある。

- 国道58号を利用する場合、大謝名交差点で右左折、県道34号に入る。我如古交差点で左折して上記北口方面か、そのまま直進すると琉大附属病院方面へ到着する。（いずれも最短ルートではないが最も分かりやすい経路を示したものである）
- 沖縄自動車道の最寄りは西原IC。インターを下りた後、国道330号線を北上し、前述のルートを用いる。
- 日曜祝日などは北口以外の門が全て閉鎖（歩行者を除く）されるため、注意が必要である。
- 入構および構内駐車場利用には原則として許可が必要である。

## 備考
- 2006年9月30日より全国東宝系映画館で上映の映画『涙そうそう』の主要ロケ地として使われたことでも有名である（劇中でも当大学と同じ名称、学部名を使用）。
- 本部が西原町にあるため、警察はキャンパス全体が浦添市、西原町の2市町を管轄している浦添警察署の管轄となっている。一部施設は中城村に所在するが、宜野湾警察署は管轄外となっている。なお、最寄交番は坂田交番（西原町棚原）となっている。
- 琉球大学学生会は、マル学同革マル派系の学生が執行部を握っている[要出典]。彼らによる人権侵害事件が起こっており、有名なものでは1975年、琉球大学に入学した自衛官が集団リンチを受け、退学に追い込まれた事件などがある[20]。
- 日本経済新聞那覇支局長だった大久保潤によると、琉球大学出身者が沖縄の政界、沖縄電力や銀行や建設大手等の財界、沖縄県庁等の官界、マスコミ、学識者の中枢を占め、沖縄社会の意思決定に関わっており、「これほど一つの大学出身者が社会を支配している県は他にはない」と論評している[21]。